# Tillandsia roland-gosselinii
Tillandsia roland-gosselinii là một loài thuộc chi Tillandsia. Đây là loài đặc hữu của México.

## Hình ảnh

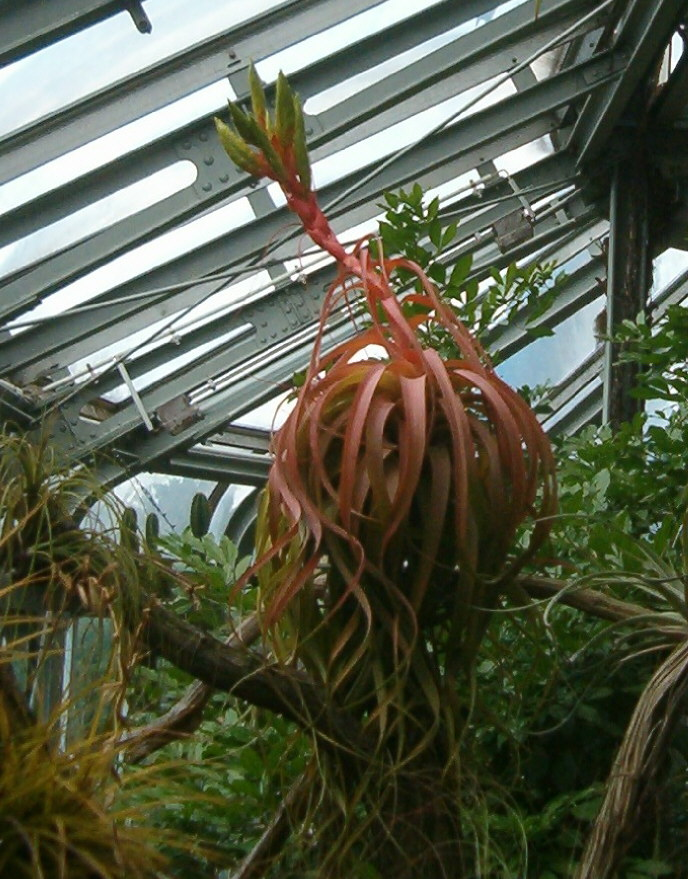
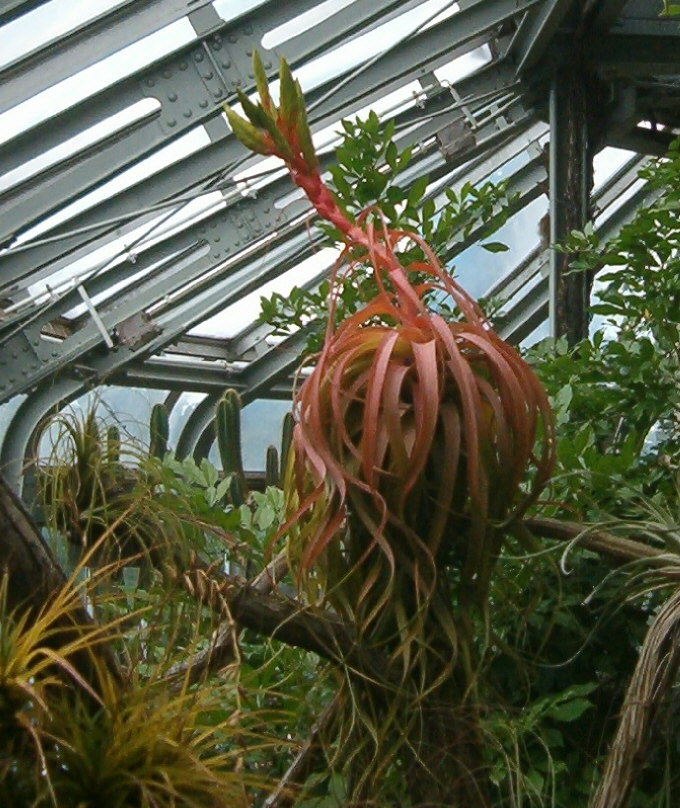

## Giống
- Tillandsia 'Fireworks'
- Tillandsia 'Flagstaff'
- Tillandsia 'Madre'
- Tillandsia 'Padre'